# Слабинская сотня
Слабинская сотня - военно-административная единица в составе Черниговского полка. 

## История
Впервые упоминается у присяжных списках 1654 в составе Черниговского полка, однако есть данные, что сотня оформилась сразу после Белоцерковского мирного соглашения 1651 года. После вхождения Гетманщины в Российскую империю в 1782 году ее территория включена в состав Черниговского наместничества.
До 1648 сотенный центр был центром Слабинской волости Черниговского уезда Черниговского воеводства. Под командованием старшины Слабинского сотенные получили известность на общегосударственном уровне. Среди них сотники: Тризни, Домонтович, Михайлович и Левандовский (последние с Корибутовской сотни Прилуцкого полка, которая была поглощена Голинской. Первый сотник Самойло Левандовский был женат на представительнице рода Домонтовичей).
На момент 1732 года в сотне проживало 328 человек казачьего сословия.
Сохранились образцы печатей Слабинской сотни - восьмиугольная и овальная, принадлежавшие сотнику Самойлу Левандовскому. Символом Слабинской сотни были также так называемые «грабельки» - орнамент украинских писанок, символизирующие воду и солнце.
Активное развитие Слабинской сотни приходится на время правления Самуила Левандовского, который построил заново сотенное правление с канцелярией, архив, впоследствии появилась караульная.

## Сотники
- Домонтович Иван Михайлович (1659)
- Иванович Аггей (1669)
- Утвенко Иван Пархомович (1672-1677)
- Иванович Аггей (1677)
- Тризна Иван Фомич (1687-1701)
- Гуневич Михаил (1710-1711)
- Филоненко Семен Михайлович (1713, 1723-1733)
- Тризна Николай Иванович (1725)
- Михайлович Стефан (1743)
- Левандовский Николай (1744)
- Левандовский Самуил Михайлович (1751-1760)
- удлянський Трофим и Тризна Петр (1771-1779)